# گربه پانتانال
گربه پانتانال (نام علمی: Leopardus braccatus) نام یک گونه از سرده پلنگچه‌ها است. 
بله، گربه پانتانال یک نژاد خاص از گربه‌هاست و بیشتر به عنوان گربه‌های وحشی یا نیمه وحشی شناخته می‌شوند. این گربه‌ها اصالتاً از طریق تلاقی گربه‌های وحشی با گربه‌های منحصر به فرد وجود آمده‌اند.
گربه‌های پانتانال معمولاً دارای ظاهری مشابه گربه‌های وحشی چیتا هستند و دارای خطوط و نقشه‌های متنوعی در پوست و پشم‌شان می‌باشند. آن‌ها به عنوان حیوانات خوش‌فهم و باهوش شناخته می‌شوند. همچنین، گربه‌های پانتانال معمولاً اندام بدنی قوی و ورزیده دارند.

## زیستگاه
زیستگاه این گونه در آمریکای جنوبی می باشد.